# Caldera Aira
La caldera Aira (姶良カルデラ Aira karudera?) es una vasta caldera volcánica que se encuentra en el sur de la isla de Kyūshū, Japón. 
La caldera se creó hace unos 22.000 años durante una erupción masiva.
Dentro de esta caldera se encuentran la importante ciudad de Kagoshima, capital de la prefectura de Kagoshima, y el volcán Sakurajima, que posee una edad de unos 13.000 años. Sakurajima es uno de los volcanes más activos del Japón. Es un cono post-caldera de la caldera Aira, emplazado en la mitad norte de la bahía de Kagoshima. 
Erupciones de grandes flujos piroclásticos acompañaron hace unos 22.000 años la formación de la caldera de Aira, que mide 17 km x 23 km. Esta erupción estuvo acompañada por una gran precipitación de pómez, que totalizó más de 400 km³ de tefra (VEI 7).